# Herb gminy Kościan
Herb gminy Kościan – jeden z symboli gminy Kościan, ustanowiony 1 grudnia 2004.

## Wygląd i symbolika
Herb przedstawia na tarczy dzielonej z lewa w skos szarozielonym pasem na dwie części: żółtą górną i dolną zieloną w centralnej części kłos pszenżyta połączony z półpodkową, a za nimi pionowy niebieski falisty pas.
Szarozielony pas symbolizuje zadrzewienia śródpolne - element charakterystyczny dla krajobrazu gminy. Zadrzewienia zostały wprowadzone ok. 1820 roku przez mieszkańca Turwi, gen. Dezyderego Chłapowskiego. Pozostałe elementy herbu odnoszą się głównie do rolnictwa: zielony to kolor łąk i pastwisk, żółty - dojrzałego zboża. Kłos pszenżyta symbolizuje nowoczesne, innowacyjne rolnictwo, a półpodkowa - stadninę koni i zespół pałacowy w Racocie, dawną siedzibę Prezydenta RP. Pas błękitny symbolizuje Kanał Obry.